# Extra Aircraft
Pour les articles homonymes, voir Extra.

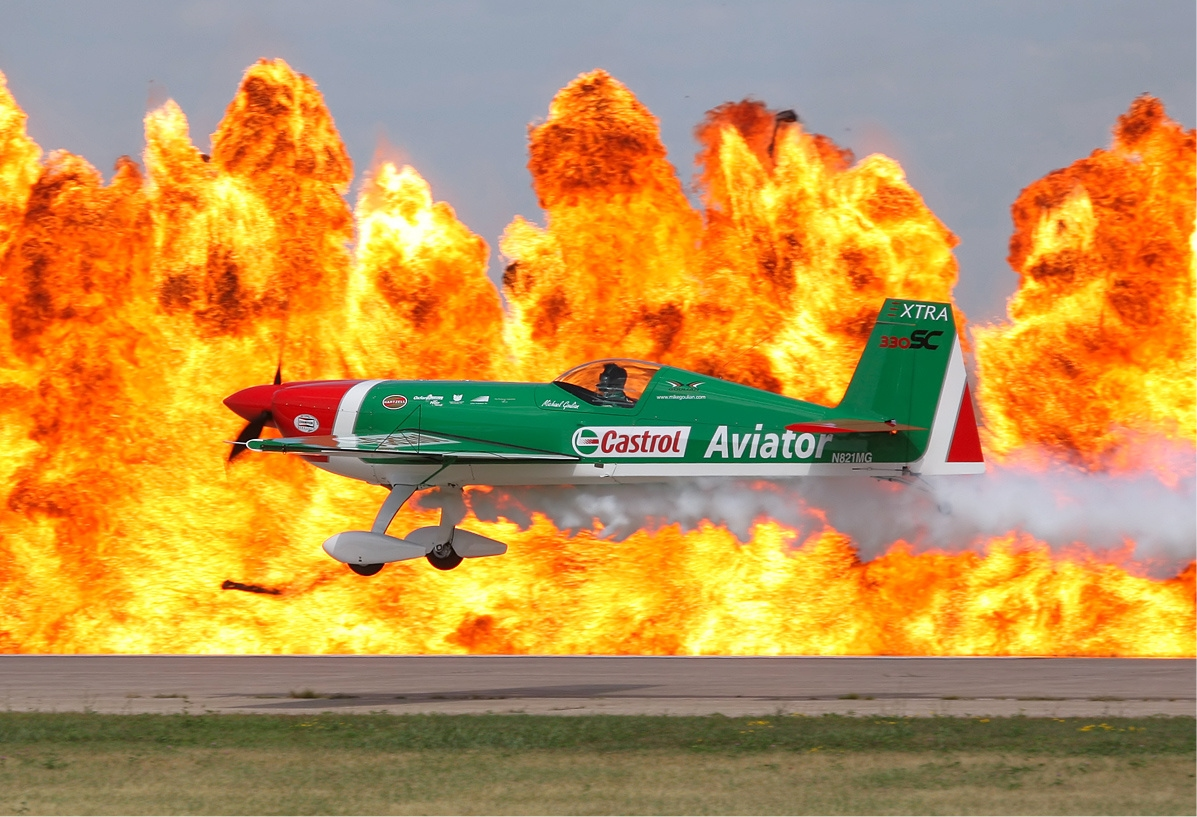
Extra 300

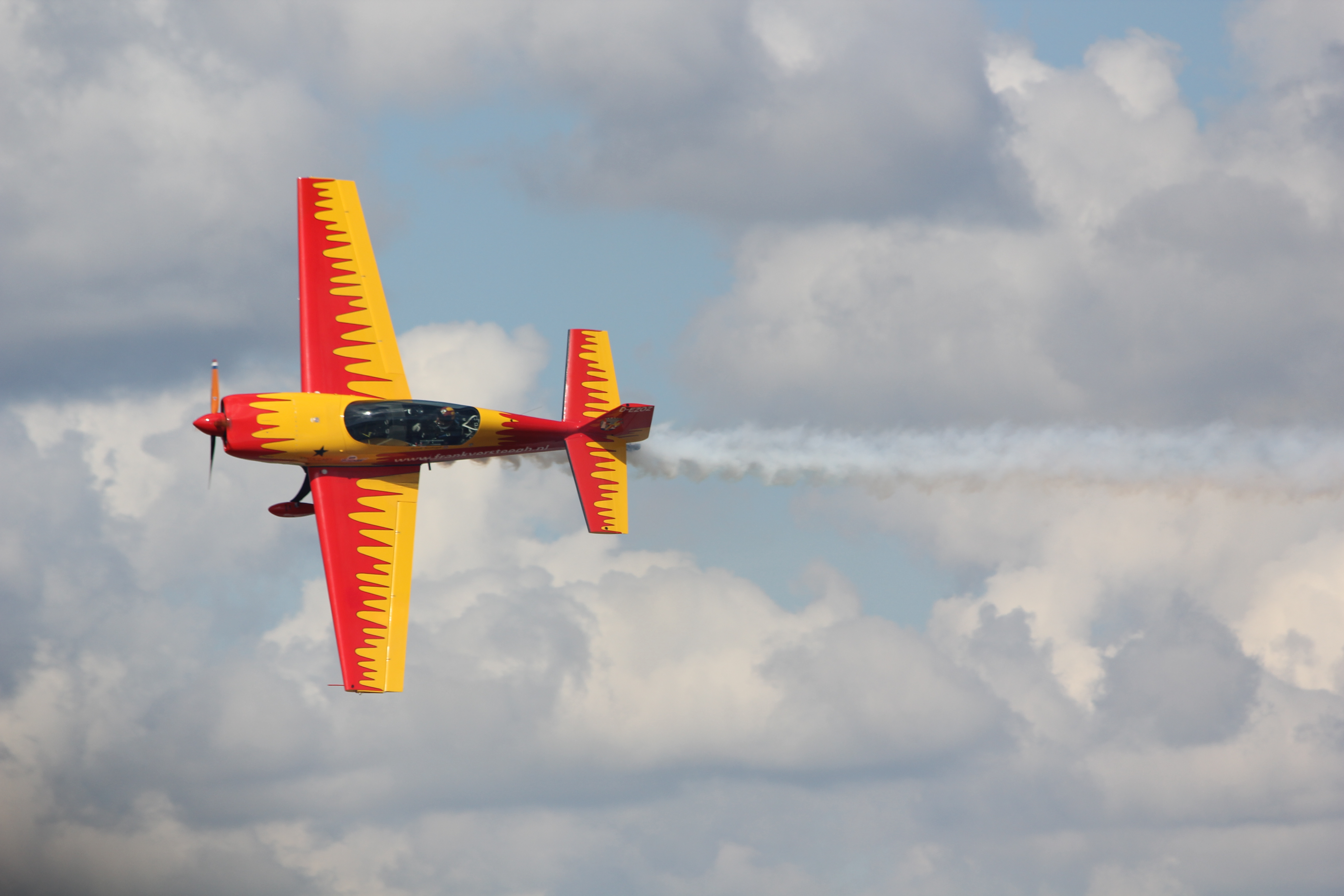
Extra 300

Extra Aircraft est un constructeur allemand d'avions monomoteurs légers, principalement destiné à la voltige aérienne.
La société produit environ 30 avions par an.

## Histoire
Extra Aircraft, EXTRA Flugzeugproduktions und Vertriebs GmbH en allemand, a été créée en 1980 par Walter Extra, un ancien pilote de voltige. La société est basée sur l'aérodrome de Dinslaken/Schwarze Heide (EDLD) à Hünxe en Allemagne.

## Avions
Liste des avions produits par Extra (les avions commercialisés en 2024 sont en gras):
- Extra 200
- Extra 230
- Extra 260 (en)
- Extra 300
- Extra 330
- Extra 400 (en), 6 places
- Extra 500 (en), 6 places, turbopropulseur
- Extra NG